# えびす神社

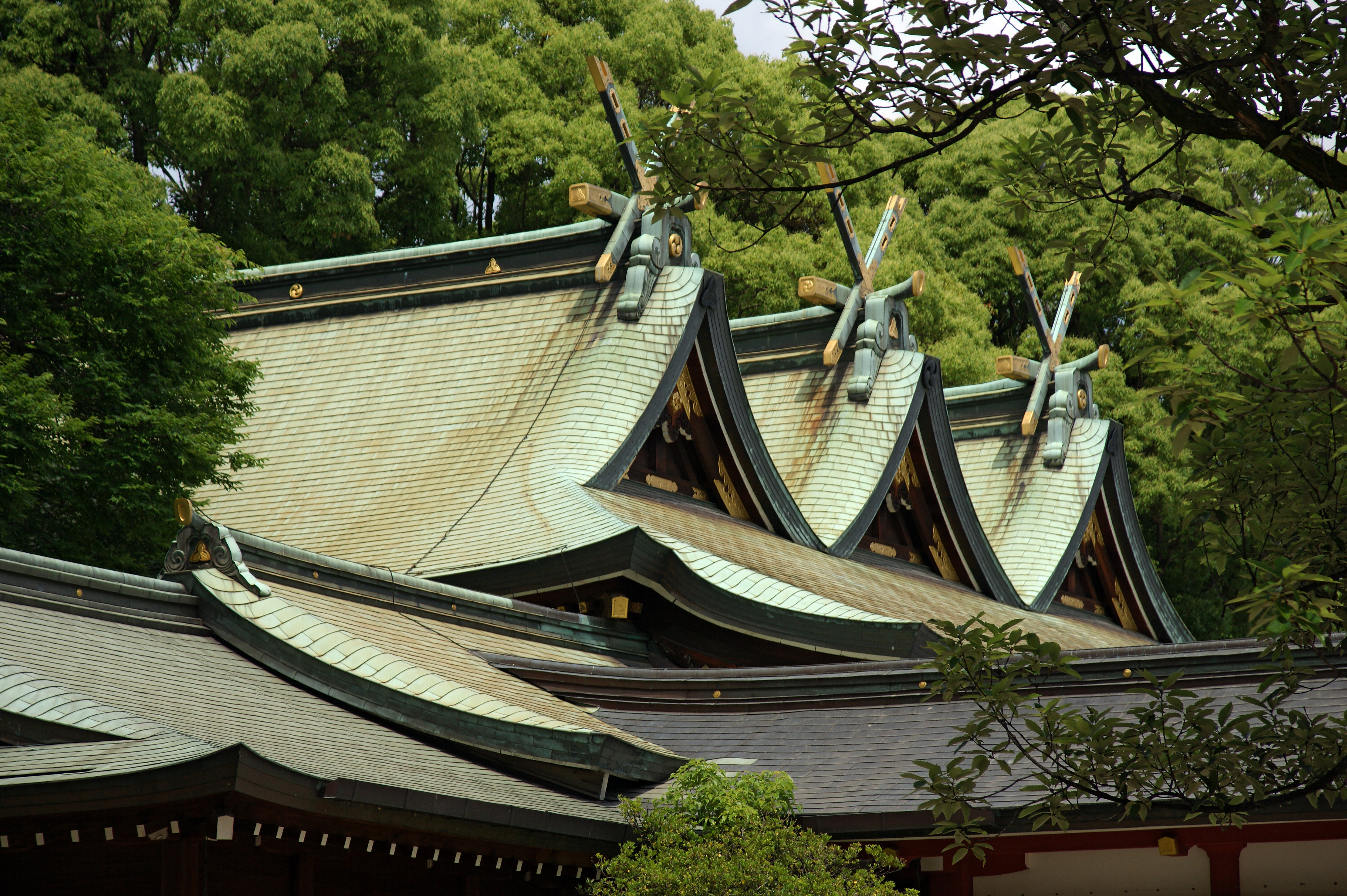
西宮神社

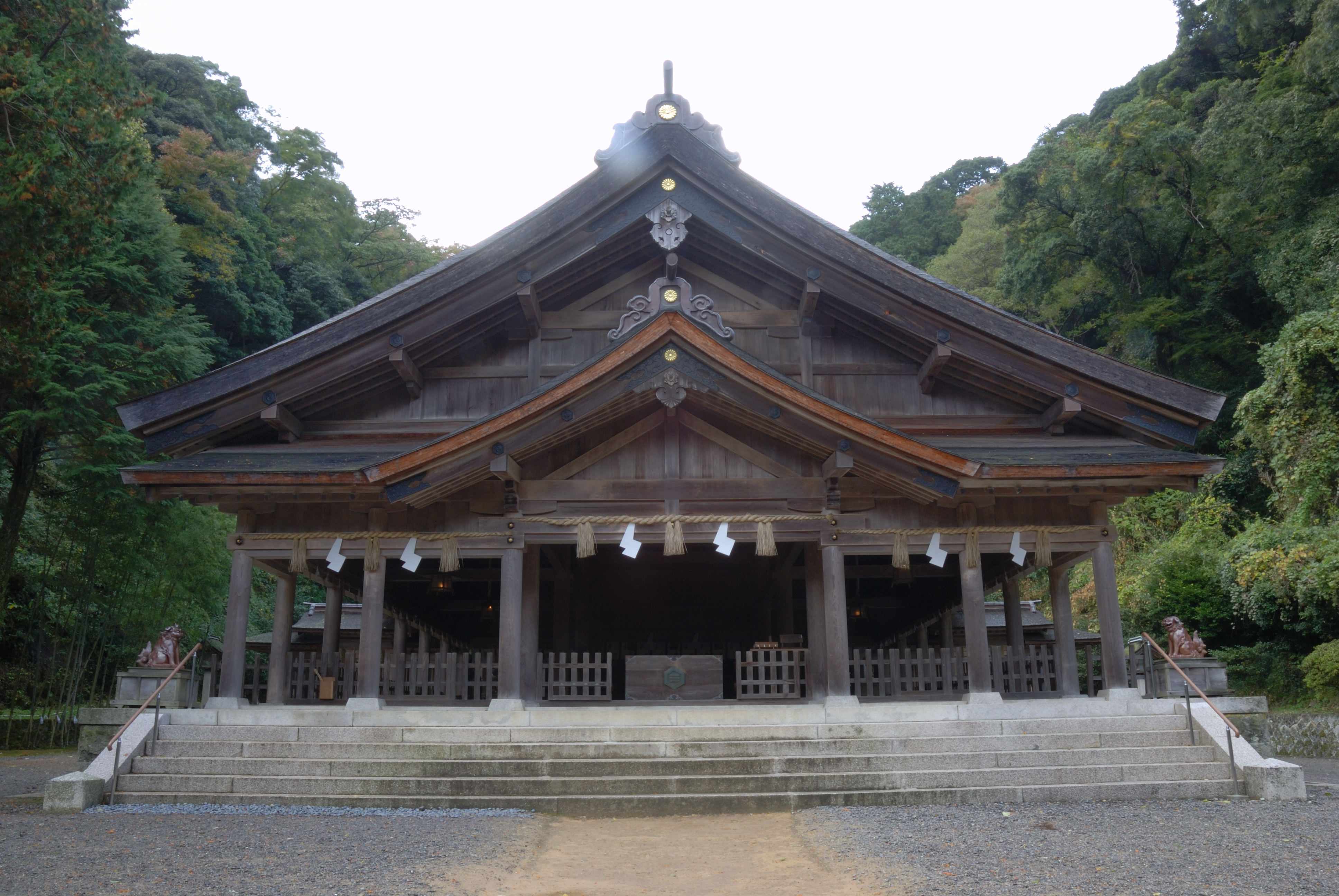
美保神社

えびす神社（えびすじんじゃ）は、えびす或いはヒルコ或いは事代主を祭神とする神社。

## 概要
えびす神社は全国に点在し、夷神社、戎神社、胡神社、蛭子神社、恵比須神社、恵比寿神社、恵美須神社、恵毘須神社などと表記する。また正式名では「えびす」の語を含まない神社であっても、祭神がえびすである場合「○○えびす神社」と通称されることもある。またおもに関西地域では、えびっさん、えべっさん、おべっさんなどとも呼称される。
蛭子神社の中には、読みが「えびすじんじゃ」ではなく「ひるこじんじゃ」のものがある。これはヒルコ（蛭子神）を祭祀しているからであるが、祭神がヒルコであっても読みを「えびすじんじゃ」とする神社もあり、これはヒルコとえびすが習合・同一視されるようになったためである。また逆に祭神がヒルコではなく事代主であっても蛭子神社とする神社もある。

## 主なえびす神社

### ヒルコ神系
- 西宮神社（兵庫県西宮市）- ヒルコ神系のえびす神社の総本社[1]。

- 西宮神社（栃木県足利市）
- 桐生西宮神社（群馬県桐生市）
- 蛭子神社（神奈川県鎌倉市）
- 西宮神社（長野県長野市）
- 西宮神社（長野県佐久市）- 別名夷社。
- 堀川戎神社（大阪府大阪市北区）
- 蛭児遷殿（大阪府大阪市北区）- 大阪天満宮境内
- 石津太神社（大阪府堺市西区）- ヒルコと事代主の両方の神を祀る。
- 柳原蛭子神社（兵庫県神戸市兵庫区）

- 名古曽蛭子神社（和歌山県橋本市）
- 胡子神社（広島県広島市中区）- ヒルコと事代主の両方の神を祀る。

- 蛭子神社（徳島県那賀郡那賀町）

### 事代主神系
- 大前神社（栃木県真岡市）
- 大前恵比寿神社（栃木県真岡市）
- 美保大国神社（群馬県高崎市）- 高崎神社境内社。大国主を祀る社殿に事代主を併祀。

- 飯能恵比寿神社（埼玉県飯能市）- 諏訪八幡神社境内社
- 恵比寿神社（東京都渋谷区恵比寿西）- JR東恵比寿駅の西約60メートル。恵比寿ガーデンプレイス内にも社殿がある。

- 宝田恵比寿神社（東京都中央区日本橋本町）- べったら漬発祥の地。日本橋七福神散歩の1つ。

- 三嶋大社（静岡県三島市）
- 恵比須神社（福井県三方上中郡若狭町）- 須部神社、若狭ゑびす
- 蛭子神社（三重県名張市）
- 京都ゑびす神社（京都府京都市東山区）
- 北向蛭子社（京都府京都市東山区）- 八坂神社末社
- 蛭子神社（京都府与謝郡伊根町青島）- 境内には3基の鯨墓がある。

- 今宮戎神社（大阪府大阪市浪速区）
- 野田恵美須神社（大阪府大阪市福島区）- 明治時代に祭神を事代主と解釈し神社明細帳に記載。

- 布施戎神社（大阪府東大阪市布施）
- 堺戎神社（大阪府堺市堺区）- 菅原神社摂社
- 石津太神社（大阪府堺市西区）
- 石津神社（大阪府堺市西区）- 石津神社と石津太神社はともに論社として最古のえびす社とされる。

- 住吉神社（大阪府寝屋川市）- ねや川戎神社
- 尼崎戎神社（兵庫県尼崎市）
- 稲爪浜恵比須神社（兵庫県明石市）- 稲爪神社摂社
- 阿開恵美須神社 (兵庫県加古郡播磨町)
- 南市恵毘須神社（奈良県奈良市）
- 三輪坐恵比須神社（奈良県桜井市三輪）
- 美保神社（島根県松江市）- 事代主神を祀る神社の総本社。

- 事代主神社（徳島県徳島市通町）
- 蛭子神社（徳島県徳島市南沖洲）
- 事代主神社（徳島県鳴門市撫養町南浜）
- 恵比須神社（徳島県鳴門市撫養町立岩）
- 恵比須神社（愛媛県伊予市）- 伊豫稲荷神社境内社
- 若松恵比須神社（福岡県北九州市若松区）
- 十日恵比須神社（福岡県福岡市博多区）
- 今山恵比須神社（宮崎県延岡市）
- 恵比須神社（沖縄県那覇市）